# Observatorio Astronómico de Montevideo
El Observatorio Astronómico de Montevideo se encuentra en el barrio Cordón de Montevideo, en la parte superior del edificio del Instituto Alfredo Vásquez Acevedo. 
El OAM tiene como objetivos la divulgación y enseñanza de la astronomía a todo nivel, incluyendo la observación astronómica con fines científicos. 

## Historia
En 1924 se proyectó e inició la construcción de un observatorio astronómico para cumplir con las finalidades de investigación, enseñanza, divulgación y extensión, en los altos del Instituto Alfredo Vásquez Acevedo, en ese momento perteneciente a la Sección Secundaria de la Universidad de la República.

El Observatorio fue creado a instancia de los profesores Alberto Reyes Thévenet (Agrimensor, profesor de Cosmografía y Geografía en Enseñanza Media, autor de textos de enseñanza y del reloj solar vertical que se ubica en la pared superior sur del edificio), Elzear Giuffra (profesor de Geografía y del Servicio Meteorológico, luego primer director del observatorio) y Armando Acosta y Lara (integrante del Consejo de Enseñanza Secundaria, director del liceo nocturno). La comisión técnica también estaba integrada por Ricardo Abreu (profesor de Geodesia), Eduardo Roubaud (profesor de Cosmografía), Enrique Legrand y el Dr. Bernhard Dawson (subdirector del Observatorio de la Universidad de La Plata).   
"Es inconcebible que un país como el nuestro, que se precia de haber alcanzado un destacado nivel intelectual entre las demás naciones americanas, no cuente todavía con un Observatorio Astronómico oficial, como los demás países del continente". Reyes Thévenet (1920), La Cosmografía y su Enseñanza. 
En noviembre de 1928 fue inaugurado con el nombre de Observatorio Astronómico de Montevideo, que sería el principal observatorio astronómico del país por varias décadas, y donde se realizarían las primeras investigaciones uruguayas en Astronomía. Este observatorio se convertiría durante varios años en el único centro astronómico de importancia en Uruguay, con proyección internacional. 
El telescopio Zeiss se puso en funcionamiento en el 1928. En 1947 se descubre el cometa C/1947 F1, denominado Rondadina-Bester en honor a su descubridor, el astrónomo Esteban Rondadina.

## Personal a cargo
2024/2025: Prof. Raúl Salvo (Director), Mario Ardente, Daniel Fernández, Félix González y Vladimir Pérez. (POB, vacante) técnico (vacante) y auxiliares de servicio.
2022/2023: Prof. Raúl Salvo (Director), Mario Ardente, Lorena Herrera, Magela Perez, Vladimir Pérez y Roberto Burges (docentes), Ana Cabrera (POB) técnico (vacante) y auxiliares de servicio.

## Instrumentos del observatorio
| Instrumento                | Características                           |
| -------------------------- | ----------------------------------------- |
| Telescopio refractor Zeiss | - Abertura: 0.21m - Distancia focal: 3.0m |
| Telescopio Meade LX90      | - Abertura: 0.20m - Distancia focal: 2.0m |
| Telescopio Meade LXD75     | - Abertura: 0.15m - Distancia focal: 1.2m |

## Actividades desarrolladas

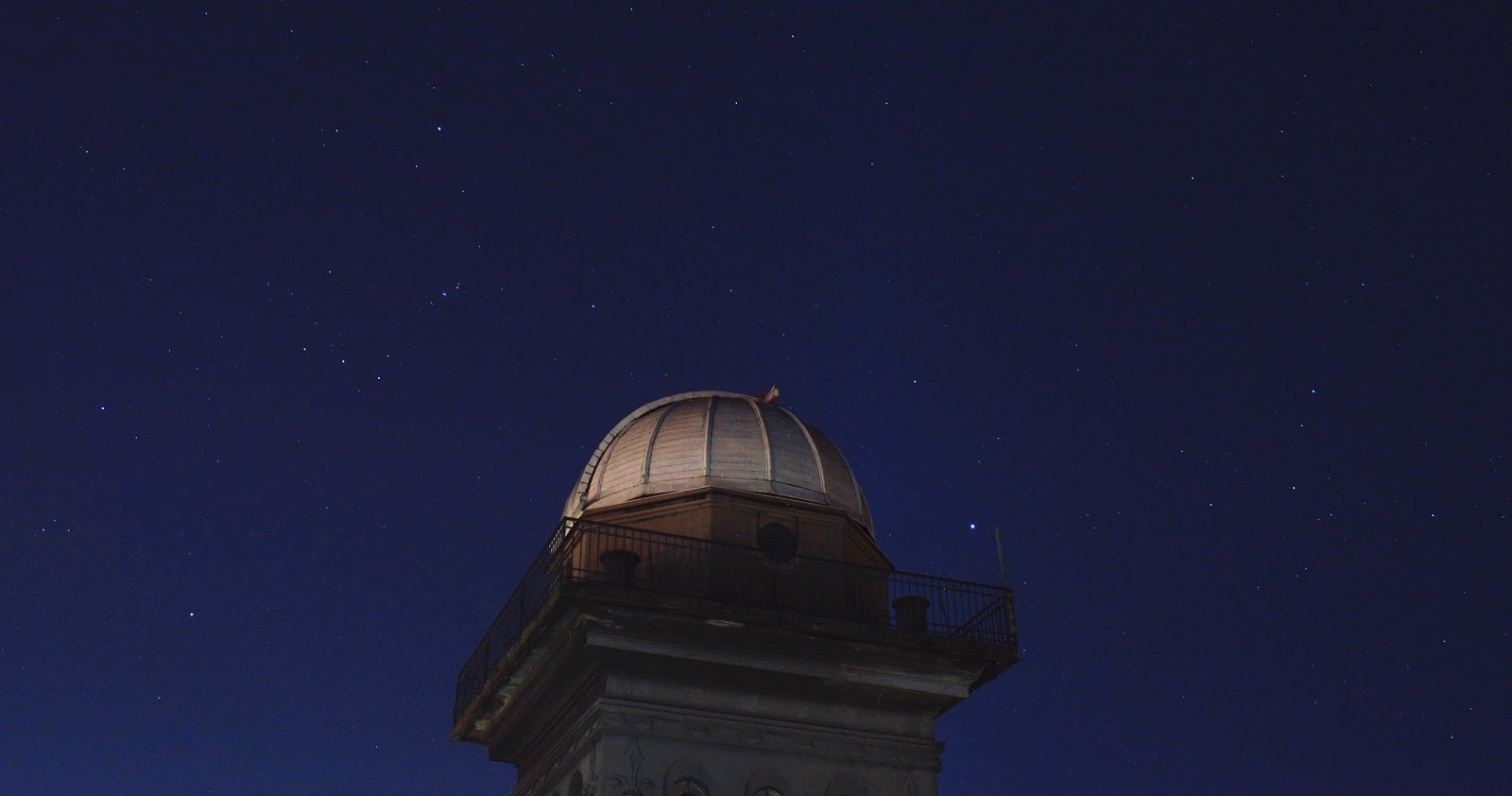
Cúpula del observatorio en la noche.

El Observatorio Astronómico de Montevideo es el observatorio de referencia para los observatorios de educación secundaria y es base para docentes y alumnos que deseen realizar proyectos de observación e investigación con fines didácticos y/o científicos. Se proveen  las herramientas científicas y  recursos intelectuales y materiales disponibles para que otros observatorios astronómicos del Uruguay e interesados desarrollen sus aptitudes.
Se ha invertido en equipamiento de última generación en informática y cámaras CCD profesionales y semiprofesionales.
Desde 2015, el observatorio adquirió el código X50 para la Unión Astronómica Internacional, reconociendo la calidad de los reportes desde allí realizados.
Proyectos desarrollados en el OAM: IASC , (búsqueda de asteroides), contaminación lumínica, fotografía astronómica, AllSky y  BOCOSUR. 
IASC: los estudiantes utilizan software e imágenes provenientes de observatorios profesionales del mundo y buscan asteroides en las mismas. De encontrarse uno no tabulado se asigna el descubrimiento al estudiante o grupo de ellos que ayudó a detectarlo en la imagen.